# Конти (итальянский род)
Конти (итал. Conti) — итальянский знатный род, из которого происходили четверо римских пап и один антипапа.

## История рода
Конти возводили своё происхождение к Тразимунду I, герцогу Сполето (ум. 703). Из этого рода происходил антипапа Виктор IV (ум. ок. 1140). Первым официально признанным Папой Римским из рода Конти стал Иннокентий III (даты понтификата: 1198—1216), который не был чужд стяжательства и наделил своих однородцев огромными земельными владениями в Римской Кампанье. Три последующих Папы Римских из рода Конти: Григорий IX (понтификат: 1227—1241), Александр IV (понтификат: 1254—1261) и Иннокентий XIII (понтификат: 1721—1724) ещё увеличили богатство и влиятельность семьи. 
Еще один представитель рода, Андреа Конти (1240—1302), племянник (или незаконный сын) папы Александра IV, был канонизирован католической церковью, как святой.
Главы одной из ветвей рода носила титул графов Чеккано, другой — графов Сеньи, герцогов Поли и герцогов Гуаданьоло. 
Самыми известными римскими резиденциями Конти являлись Палаццо Мадама и Палаццо Поли (перед которым расположен фонтан Треви). Во времена Рафаэля Санти им также принадлежала Башня милиции, которую художник перечислял в числе городских зданий, при строительстве которых были использованы детали античных сооружений.
Из рода Конти вышло большое количество кардиналов (в частности, Джорданно де Чеккано  (ум. 1206) и Стефано ди Чеккано (ум. 1227; из ветви Конти-Чеккано), Оттавиано ди Сеньи (I) (ум. 1026) и Оттавиано  ди Сеньи (II) (ум. 1231; из ветви Конти-Сеньи), Джованни Конти (ум. 1213), Джанниколо Конти (1617—1698),  Инноченцо Конти (1731—1785) и множество других). 
Представителем рода был также полководец Торквато Конти (1591—1636), брат кардинала Джанниколы Конти, соратник Валленштейна и Тилли.

## Галерея

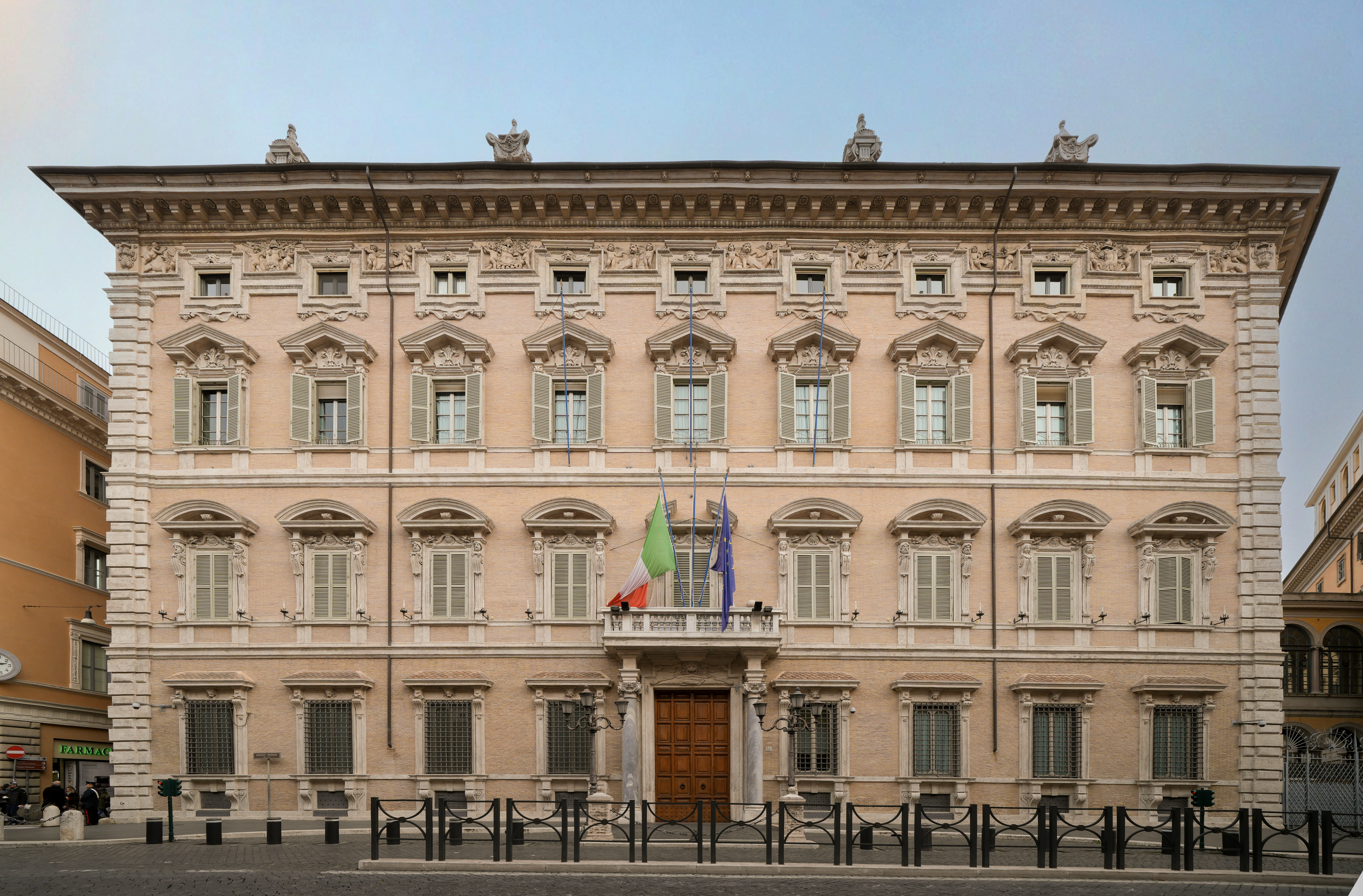
Палаццо Мадама
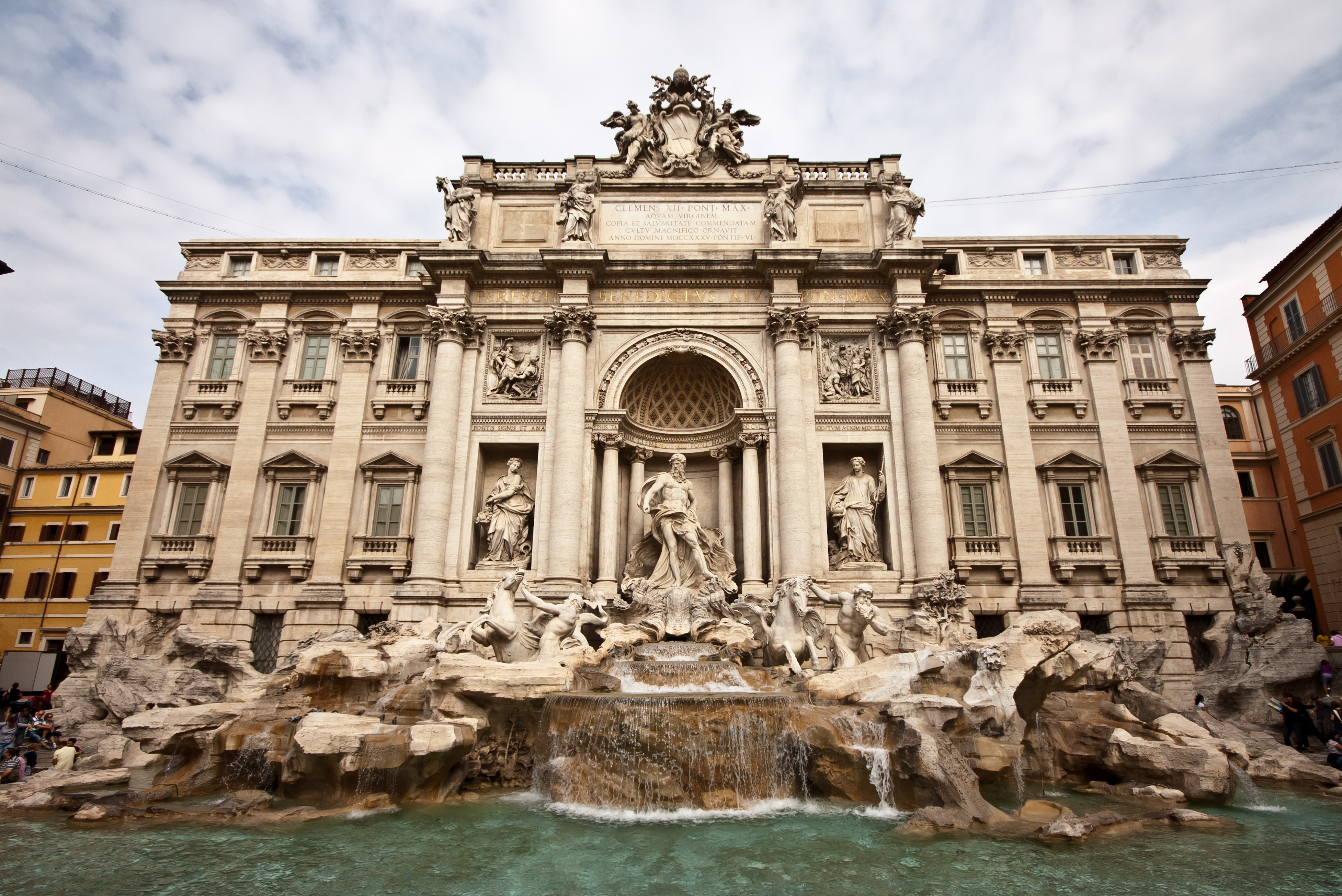
Палаццо Поли с фонтаном Треви